# Tipula (Lunatipula) dido dido
Tipula (Lunatipula) dido dido is een ondersoort van de tweevleugelige Tipula (Lunatipula) dido uit de familie langpootmuggen (Tipulidae). De ondersoort komt voor in het Nearctisch gebied.